# Georg Agricola (Humanist)
Georg Agricola (* um 1530 in Mimbach bei Amberg; † 12. Januar 1575 in Amberg) war ein deutscher Pädagoge und Mediziner.

## Leben und Wirken
Agricola besuchte die Schule in Amberg und immatrikulierte sich am 22. September 1548 als Student an der Universität Wittenberg, wo er am 3. August 1553 den akademischen Grad eines Magisters erwarb. Durch eine enge Freundschaft mit Philipp Melanchthon wurde er auf dessen Empfehlung am 13. Mai 1554 Lehrer der Oberklasse an der Martinschule in Amberg und übernahm von 1555 bis 1569 das Rektorat dieser Einrichtung. Unter seiner Führung erlebte diese Einrichtung eine Blüte. Während dieser Zeit unterhielt er Beziehungen zu Paul Eber und Johannes Sturm.
Als Gegner des Calvinismus wurde ihm aber eine Übernahme in das pfälzische kurfürstliche Pädagogium verwehrt. Daher widmete er sich aus verschiedenen Gründen dem Selbststudium der Medizin und belegte 1569 nochmals die Universität Wittenberg, wo er am 6. April 1570 zum Doktor der Medizin promovierte.
Am 1. Mai 1570 wurde er Stadtphysikus in Amberg und unterrichtete daneben weiter an der Martinsschule, für die er 1571 eine Schulordnung verfasste. Agricolas humanistische Bildung ist aus der lateinische Lobrede auf die Stadt Amberg zu entnehmen, die er 1559 beim Besuch des Kurfürsten Friedrich III. von der Pfalz veröffentlichte. Außerdem sind einige ärztliche Verordnungen für den Amberger Statthalter, den späteren Kurfürsten Ludwig VI., und Verhaltungsmaßregeln beim Ausbruch von Seuchen in Amberg 1571 und 1574 erhalten.

## Genealogie
Aus seinen beiden Ehen mit Magaretha Volg und Veronica Steinhauser gingen acht Kinder hervor.
Michael Agricola, Johann Georg Agricola und Johann Agricola sind dabei die bekanntesten und eine Tochter verheiratete sich mit dem herrschaftlichen Richter in Winklarn.